# Horriwil
Horriwil (im lokalen Dialekt Horriwiu) ist eine politische Gemeinde im Bezirk Wasseramt des Kantons Solothurn in der Schweiz.

## Geographie
Horriwil liegt auf 455 m ü. M., in Luftlinie 7 km ostsüdöstlich des Kantonshauptortes Solothurn. Das Dorf erstreckt sich in einer kleinen Geländemulde leicht erhöht am östlichen Rand der Schwemmebene der Emme, im südlichen Solothurner Mittelland.
Nachbargemeinden sind im Norden Subingen, im Osten Hüniken und Etziken, im Süden das 2013 durch Gemeindefusion neu gegründete Drei Höfe und im Westen mit der längsten Gemeindegrenze Oekingen.
Die Fläche des 2,6 km² grossen Gemeindegebiets umfasst einen Abschnitt der leicht gewellten Moränenlandschaft im äusseren Wasseramt, die durch den eiszeitlichen Rhonegletscher geformt wurde. Der Gemeindeboden erstreckt sich vom kanalisierten Lauf der Ösch nach Südosten über die Schwemmebene auf die angrenzenden Schotterhänge bis in das ausgedehnte Waldgebiet des Buechwalds, in dem mit 501 m ü. M. die höchste Erhebung von Horriwil erreicht wird. Von der Gemeindefläche entfielen 1997 13 % auf Siedlungen, 27 % auf Wald und Gehölze, 59 % auf Landwirtschaft und etwas weniger als 1 % war unproduktives Land.
Zu Horriwil gehören der Weiler Wil (446 m ü. M.) am Ostrand der Schwemmebene der Emme sowie einige Einzelhöfe.

## Bevölkerung
Mit 911 Einwohnern (Stand 31. Dezember 2023) gehört Horriwil zu den kleineren Gemeinden des Kantons Solothurn. Von den Bewohnern sind 97,9 % deutschsprachig, 0,6 % französischsprachig und 0,5 % sprechen Italienisch (Stand 2000). Die Bevölkerungszahl von Horriwil belief sich 1850 auf 207 Einwohner, 1900 auf 299 Einwohner. Im Verlauf des 20. Jahrhunderts stieg die Bevölkerungszahl bis 1960 (428 Einwohner) nur wenig an. Erst seither wurde eine deutliche Bevölkerungszunahme verbunden mit fast einer Verdoppelung der Einwohnerzahl innerhalb von 40 Jahren verzeichnet.

## Politik
Am 17. Mai 2009 kam in einer stillen Wahl der Gemeinderat bestehend aus vier Mitgliedern zustande. Aufgrund eines Interessenkonflikts, der zum Zerwürfnis des Gemeinderats führte, beschloss der Gemeinderat 2011 inklusive der Gemeindepräsidentin Barbara Hofer geschlossen seinen Rücktritt. Zur Überbrückung wurde von der Kantonsregierung der ehemalige Gemeindepräsident von Luterbach Max Wittwer als Sachverwalter zur Weiterführung der Geschäfte beauftragt. Nach einigen Monaten bildete sich in einer ebenfalls stillen Wahl der neue Gemeinderat bestehend aus vier neuen Mitgliedern. Mit Beat Noll wurde auch der Posten des Gemeindepräsidenten neu belegt. Die nächsten Gemeinderatswahlen für die Amtsperiode 2013–2017 finden am 9. Juni 2013 statt.

## Wirtschaft
Horriwil war bis in die zweite Hälfte des 20. Jahrhunderts ein vorwiegend durch die Landwirtschaft geprägtes Dorf. Noch heute haben der Ackerbau und der Obstbau sowie die Viehzucht einen gewissen Stellenwert in der Erwerbsstruktur der Bevölkerung. Zahlreiche weitere Arbeitsplätze sind im lokalen Kleingewerbe und im Dienstleistungssektor vorhanden, unter anderem in Betrieben des Baugewerbes, der Informatik und in feinmechanischen Werkstätten. Horriwil ist Standort des Seniorenheims Hof Obermatt, das 1982 gegründet wurde. In den letzten Jahrzehnten hat sich das Dorf auch zu einer Wohngemeinde entwickelt. Viele Erwerbstätige sind deshalb Wegpendler, die hauptsächlich in den Regionen Solothurn, Herzogenbuchsee und Bern arbeiten.

## Verkehr
Die Gemeinde ist verkehrsmässig gut erschlossen, obwohl sie abseits der grösseren Durchgangsstrassen an einer Verbindungsstrasse von Kriegstetten nach Etziken liegt. Der nächste Anschluss an die Autobahn A1 (Bern-Zürich) befindet sich rund 3 km vom Ortskern entfernt. Durch die Buslinie der BSU, welche die Strecke von Solothurn nach Herzogenbuchsee bedient, ist Horriwil an das Netz des öffentlichen Verkehrs angeschlossen.

## Geschichte
Die erste urkundliche Erwähnung des Ortes erfolgte 1264 unter dem Namen Horgenwile. Später erschienen die Bezeichnungen Horgunwile (1294), Horchenwile (1341), Horchiwyl (1589) und Horriwyl (1747). Der Ortsname geht auf den althochdeutschen Personennamen Horag, Horko oder Horico zurück und bedeutet bei den Höfen des Horag/Horico.
Im Mittelalter bildete Horriwil zunächst eine eigene kleine Herrschaft. Seit dem frühen 14. Jahrhundert war das Dorf Teil der Herrschaft Wangen, die unter der Oberhoheit der Grafen von Neu-Kyburg stand. Danach wechselte es 1356 in den Besitz der Grafen von Neuenburg-Nidau, 1407 an Bern und gelangte 1466 mit Halten unter die Herrschaft von Solothurn, wobei es der Vogtei Kriegstetten zugeteilt wurde. Erst mit dem Wyniger Vertrag ging 1665 auch die hohe Gerichtsbarkeit von Bern an Solothurn über. Nach dem Zusammenbruch des Ancien Régime (1798) gehörte Horriwil während der Helvetik zum Distrikt Biberist und ab 1803 zum Bezirk Kriegstetten, der 1988 offiziell in Bezirk Wasseramt umbenannt wurde. Horriwil besitzt keine eigene Kirche; es gehört zur Pfarrei Kriegstetten.

## Wappen
Blasonierung
 In Rot weisser Schräglinksbalken, belegt mit blauer Pflugscharspitze (von unten)